# ఈ
Cette page contient des caractères spéciaux ou non latins. S’ils s’affichent mal (▯, ?, etc.), consultez la page d’aide Unicode.
ఈ, transcrit ī, î ou ii, est une voyelle de l’alphasyllabaire télougou.

## Représentations informatiques
Ses caractères Unicode sont :
| formes       | représentations | chaînes de caractères | points de code | descriptions                  |
| ------------ | --------------- | --------------------- | -------------- | ----------------------------- |
| indépendante | ఈ               | ఈ                     | U+0C08         | lettre télougou î             |
| dépendante   | ీ                | ీ                      | U+0C40         | diacritique voyelle télogou î |